# Незнайомці можуть поцілуватися
Незнайомці можуть поцілуватися (англ. Strangers May Kiss) — американська мелодрама режисера Джорджа Фіцморіса 1931 року.

## Сюжет
Лісбет це сучасна жінка, яка вважає, що шлюб є старомодним. В її житті двоє чоловіків, Стів, який хоче одружитися з нею і Алан, який хоче, щоб вона поїхала з ним. Незважаючи на всі попередження зі сторони друзів та сім'ї, Лісбет відправляється в Мексику з Аланом, де вона щаслива, поки не дізнається, що у нього є дружина в Парижі. Спустошена, вона проводить кілька років у Європі.

## У ролях
- Норма Ширер — Лісбет
- Роберт Монтгомері — Стів
- Ніл Гемілтон — Алан
- Марджорі Рембо — Женева
- Ірен Річ — Селія
- Гейл Гамільтон —Ендрю
- Кончіта Монтенегро — іспанська танцюристка
- Джед Пруті — Гаррі
- Альберт Конті — Де Базан
- Генрі Арметта — офіціант
- Джордж Девіс — офіціант